# Heinrich-der-Löwe-Denkmal
Das Heinrich-der-Löwe-Denkmal auf der Nordseite des Lübecker Doms ist eine von ursprünglich 15 Kopien des Braunschweiger Löwen, die seit 1873 entstanden. Diese 1975 aus Bronze gefertigte Skulptur ist bereits die zweite derartige, die in Lübeck errichtet wurde. Die erste wurde 1930 aus künstlichem Basalt gefertigt. Sie ging vermutlich beim Luftangriff auf Lübeck am 29. März 1942 im Zweiten Weltkrieg verloren.

## Hintergrund
Herzog Heinrich der Löwe ist für Lübeck von historischer Bedeutung. Er wies zunächst für die Stadtbegründung anstelle des flach und sumpfig gelegenen Alt-Lübecks an der Schwartau auf den bewaldeten Hügel zwischen Trave und Wakenitz für die Wahl des Platzes hin und begründete sie 1159 dort zum zweiten Male. Des Weiteren legte er 1173 den Grundstein des Domes als Kathedrale an Stelle einer älteren Holzkirche. Zudem trat er für die Belebung des Lübecker Hafens ein.
Das Löwen-Standbild erinnert an den Welfen-Herzog, der 1173 den Dom gestiftet hatte. Wie der Braunschweiger Dom, der Ratzeburger Dom und der Schweriner Dom von Heinrich dem Löwen gestiftet wurden, so wird auch der Lübecker Dom als „Löwendom“ bezeichnet. In Erinnerung an den Stifter wurden ab Ende des 19. Jahrhunderts Kopien seines Machtsymbols, des Braunschweiger Löwen, in unmittelbarer Nähe zu diesen romanischen Kirchengebäuden errichtet. Das Original des Löwenstandbildes wurde zwischen 1163 und 1181 vor der Residenz des Herzogs in Braunschweig, der Burg Dankwarderode, errichtet und befindet sich seit 1980 zum Schutz vor schädlichen Umwelteinflüssen in der Burg.
Anlässlich des 800. Geburtstags des zweiten Städtegründers Lübecks wurde hier eine Kopie errichtet.

## Braunschweiger Löwe

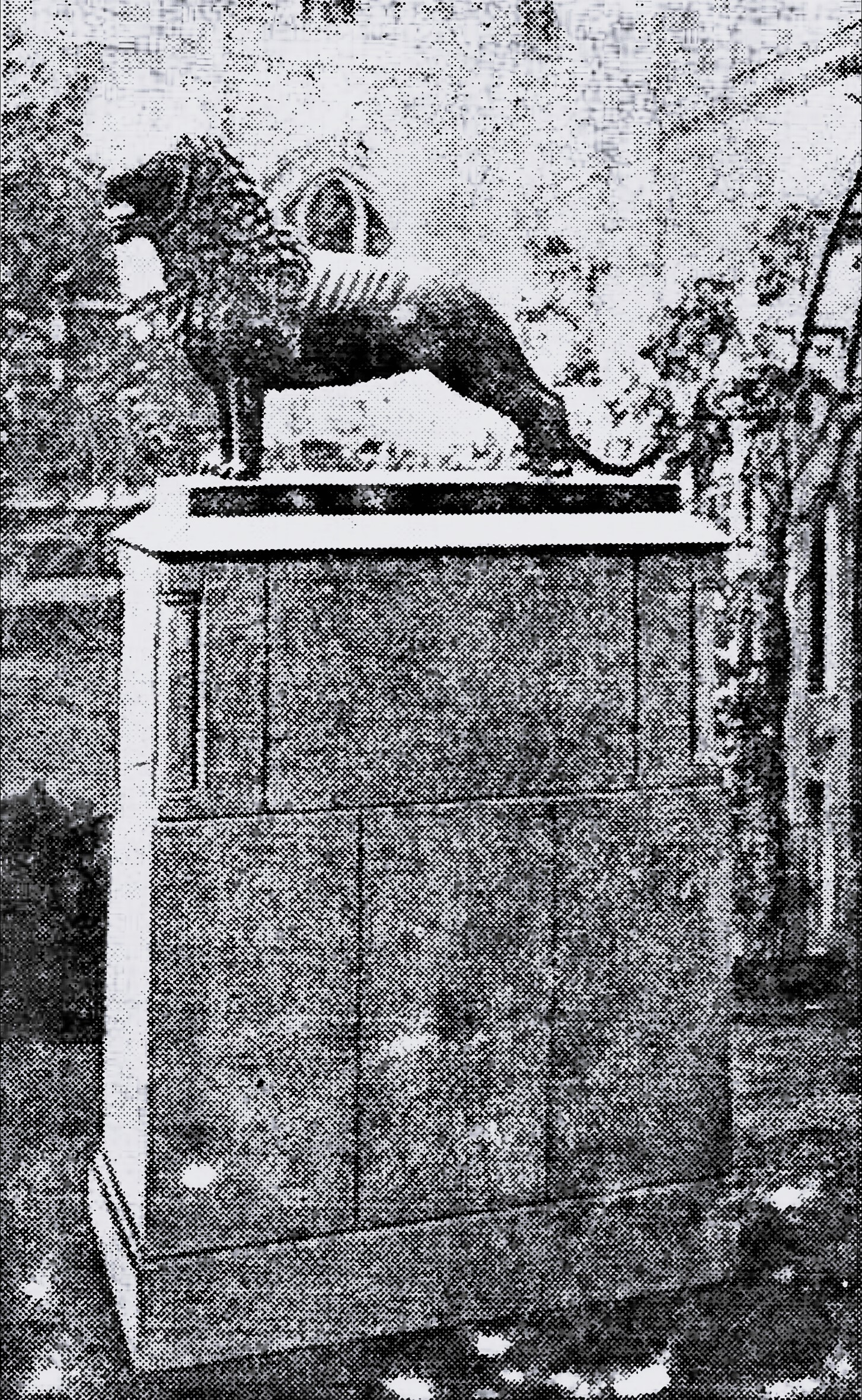
Das Denkmal im Hof des Dommuseums

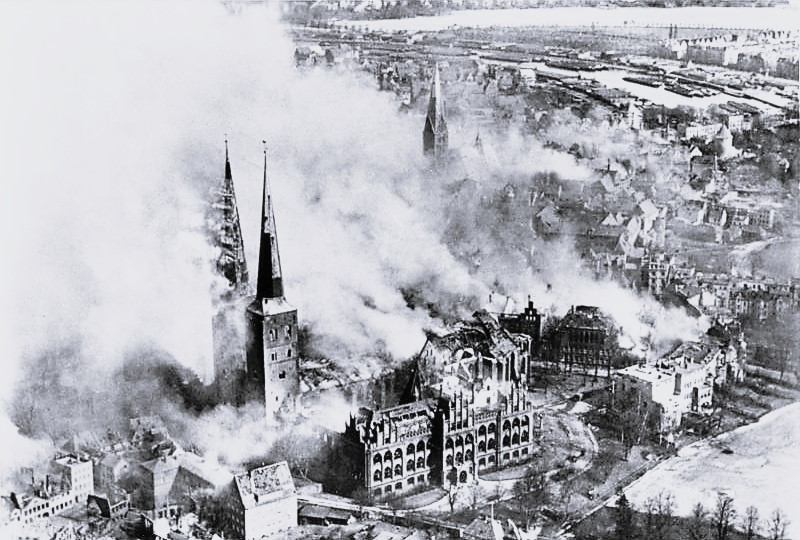
Unmittelbar nach dem Luftangriff 1942

### 1930

#### Statue
Das Denkmal, das etwa in 3⁄4 der Größe des Denkmals vor der Braunschweiger Burg Dankwarderode als freie Kopie hergestellt wurde, bestand in seiner Figur aus grauem künstlichem Basalt und im Postament aus Kunst-Odenwald-Sandstein. Das Bild des Löwen war vom Bildhauer Otto Mantzel aus dem vollen Block herausgearbeitet, ist also als Original-Arbeitsstück zu betrachten.
Beim Luftangriff am 29. März 1942 wurde auch das Museum getroffen. Als eine Luftmine die Löscharbeiten am Museum unterbrach, griff das Feuer auf den Dom über. Hierbei wurde vermutlich auch die Skulptur im Domhof zerstört.

#### Einweihung
Am Nachmittag des 9. Oktober 1930 fanden sich im Untergeschoss des Museums am Dom an der Südseite des Doms die leitenden Kreise Lübecks zum Festakt der Einweihung des Denkmals ein. Museumsdirektor Willibald Leo von Lütgendorff, auf dessen Veranlassung die Nachbildung von Otto Mantzel erschaffen wurde, ging in einer längeren Ansprache auf die Bedeutung des zweiten Begründers der Stadt ein. Die Teilnehmer begaben sich sodann in den Hof des Museums. Dort enthüllte von Lütgendorff die Statue und übergab sie an Adolf Ihde, der als Direktor der Gesellschaft zur Beförderung gemeinnütziger Tätigkeit die Trägerin des Museums vertrat. Ihde sprach seine Freude über den „sinnigen und richtigen“ Gedanken aus, dem Begründer Lübecks hier ein Ehrenmal erstehen zu lassen. In weiteren Ausführungen wies der Redner darauf hin, dass gerade das Wirken Heinrichs des Löwen das Deutschtum gewahrt habe. Für die „Gemeinnützige“ übernahm der Redner das Denkmal und sprach dabei die Bitte aus, dass der gleiche Heimatkreis, der dies Denkmal geschaffen habe, auch weiter in der Museumsverwaltung wirken möge. Sie hätte dieses Denkmal aus ersparten Mitteln der Verwaltung geschaffen. Mit einem Dank an den ausführenden Künstler schloss der Feierakt.
Es wurde mit Genugtuung in der Öffentlichkeit vermerkt, dass hier, wie es hieß, nach langer Zeit ein wirklich bodenständiges Werk von einem heimischen Künstler geschaffen und zugleich eine Dankesschuld für den Gründer Lübecks nach vielen Jahrhunderten entsprochen worden sei.

### 1975

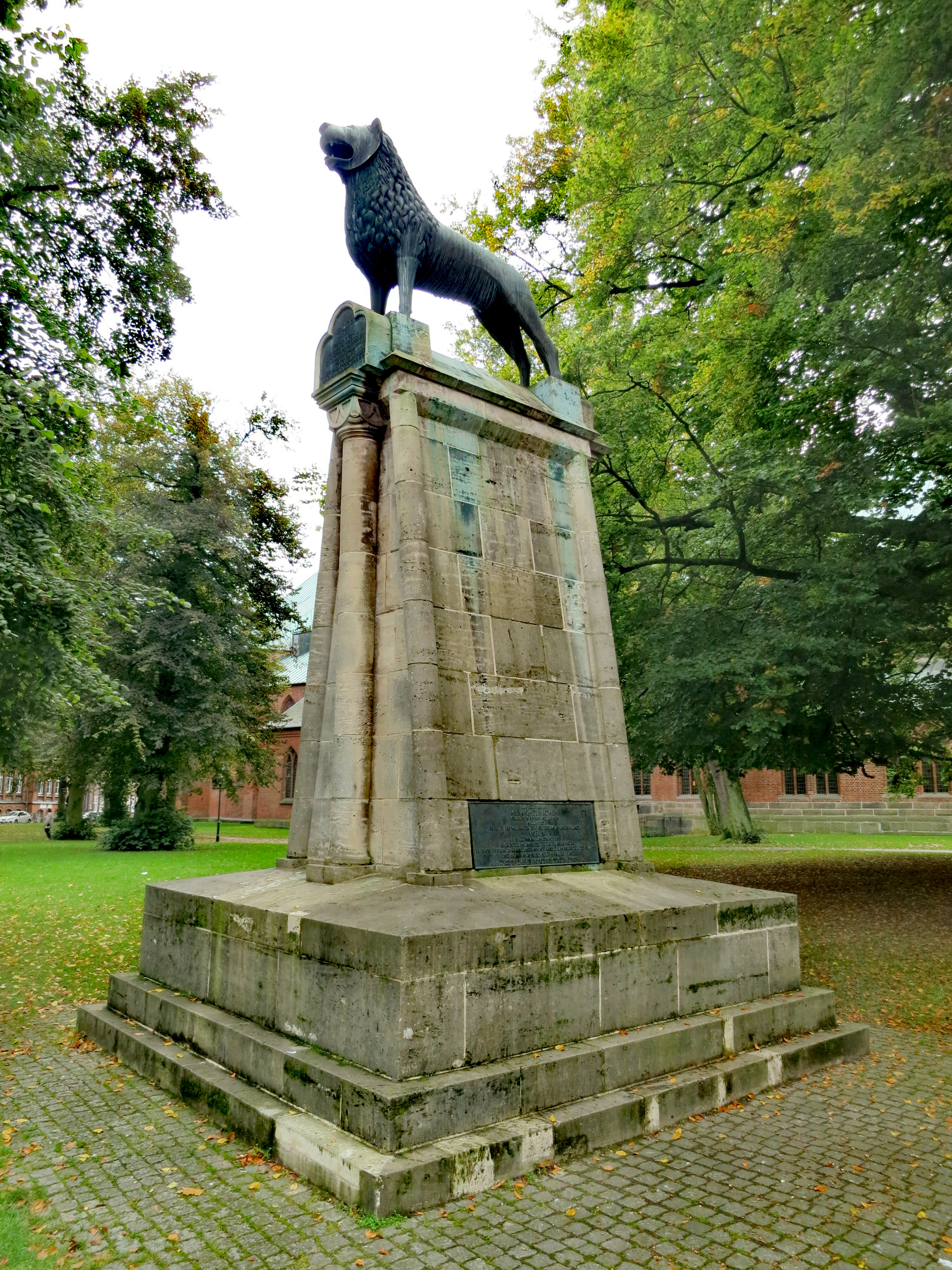
Das heutige Denkmal

1975 spendete die Elfriede-Dräger-Gedächtnis-Stiftung in Person des Mäzens Heinrich Dräger im Jahr des Denkmalschutzes 30 Jahre nach Kriegsende eine seinerzeit umstrittene Kopie des zu jener Zeit völlig vergessenen ersten Denkmals. Die Stiftung ist ein Teil der Dräger-Stiftung, Auf dem Domkirchhof, der anderen Seite des Doms, der Nordseite, des Doms, wurde die seinerzeit umstrittene Bronze-Kopie des Braunschweiger Löwen aufgestellt.
Anhand des Vorbildes wurde auch der Sockel rekonstruiert. Der Schriftentwurf für die Tafeln stammt von Peter Thienhaus. Auf ihnen befinden sich die Inschriften:
HENRICVS / LEO / DIE GRATIA DVX / BAWARIAE ET SAXONIAE / AD SEMPITERNAM ET ORIGINS / ET NOMINIS SVI /  MEMORIAM / BRVNSWICI / IN AVITO MAIORVM SVORVM PALATIO / ANNO AB INCARNATIONIS DOMINI  / MCLXVI
und
ZUM GEDENKEN AN / HEINRICH DEN LöWEN / HERZOG VON BAYERN UND SACHSEN / *1129 †1195 / ER SETZTE DEN WEGBEREITER DES CHRISTENTUMS IN UNSEREM LANDE / VICELIN / IN OLDENBURG ZUM BISCHOF EIN / ER GRÜNDETE IM JAHRE 1159 DIE STADT LÜBECK WIEDER. / ER ERHOB LÜBECK IM JEHRE 1160 UNTER BISCHOF.GEROLD ZUM NEUEN SITZ DES BISTUMS / UND BEGANN IM JAHRE 1173 MIT DEM BAU DES DOMES / DIESE NACHBILDUNG DES 1166 IN BRAUNSCHWEIG ERRICHTETEN DENKMALS / WURDE IM JAHRE 1975 AUFGESTELLT VON DER ELFRIEDE DRÄGER GEDÄCHTNIS STIFTUNG
Das Modell wurde von dem Architekten Dankwart Gerlach (BDA) entworfen und von Michael Schlucz aus Hannover ausgeführt. Wissenschaftliche Beratung leisteten Karl Jordan (Universität Kiel), Werner Neugebauer und Dankwart Gerlach.
Die technischen Arbeiten wurden von der Bildgießerei Hermann Noack (Berlin-Friedenau), der Metallgießerei S. Benedict (Lübeck), dem Steinmetzmeister Erich Peters & Sohn (Braunschweig) und dem Baugeschäft Behrens & Sohn (Lübeck) ausgeführt.